# Karikatur
En karikatur er en fremstilling af personer, hvis karakteristiske træk overdrives på komisk og ikke altid smigrende måde. Karikaturtegnerne og skuespillernes ofre er især kendte personer som politikere, skuespillere og forfattere.

## Etymologi
Ordet "karikatur" stammer fra italiensk: caricare (fransk charger), som betyder "at belæsse" eller "at overdrive". Det henviser til, at personer eller genstandes karakteristiske træk på karikaturtegninger ofte er overdrevet eller fremhævet.

## Nutidige karikaturer
Kendte karikaturtegnere er de tolv tegnere, der tegnede Muhammed-tegningerne i Jyllands-Posten. Ofte har magthavere været ofre for tegnernes pen som Hitler og Anders Fogh Rasmussen. I den danske guldalder lavede blandt andet Fritz Jürgensen og Wilhelm Marstrand karikaturtegninger. Med deres vittige penne spiddede de respektløst tidens notabiliteter som H.C. Andersen, Oehlenschläger og Søren Kierkegaard.
I Danmark udkom i årevis "julehæfter" som Svikmøllen og Blæksprutten, der veloplagt skildrede det forløbne års begivenheder og "kvajpander" i satirisk karikeret streg.
Bo Bojesen, Roald Als og Jens Hage medvirker både her og i aviserne.
Karikatur kan også laves som fotomontage; på dette område er Marinus Jakob Kjeldgaard en dreven kunstner.

## Berømte karikaturer
Da Napoleon Bonaparte kom til magten i 1799, beordrede han alle satiriske udgivelser i Paris nedlagt og gav politichefen Joseph Fouché besked om, at han ikke ville tolerere, at vittighedstegnere tog sig friheder med hans udseende. Den engelske karikaturtegner James Gillray tegnede en karikatur af Napoleons kroningsoptog. Napoleon forlangte rasende, at enhver, som prøvede at bringe tegningen ind i Frankrig, skulle fængsles. Han sendte også en formel diplomatisk klage mod Gillray gennem sin ambassadør i London og svor på, at han efter en invasion af England personligt ville opspore kunstneren. Da Napoleon i 1802 forhandlede med England om Amiens-traktaten, ville han have en passus med, om at vittighedstegnere, som tegnede ham, var at betragte som mordere og falsknere og skulle udleveres og stilles for retten i Frankrig. Forvirret afslog de engelske forhandlere kravet.
Da den franske kunstner Charles Philipon (1800-61) lancerede det satiriske ugeblad La Caricature, fremstillede han kong Louis-Philippe, som han anklagede for korruption og uduelighed, i form af en pære. Kongen blev rasende, fik produktionen af tidsskriftet standset, og alle usolgte eksemplarer i Paris' kiosker købt op. I november 1831 blev Philipon anklaget for "fornærmelser mod kongens person", og i en propfyldt retssal takkede han anklagerne for at have sørget for at få en så farlig mand som ham selv arresteret, men påpegede, at de havde sjusket, når de havde glemt at arrestere alt med pæreform. Også pærerne selv burde arresteres. Hver eneste af de tusindvis af pærer, der hang i træer rundt om i Frankrig, var kriminelle og burde fængsles. Retten morede sig ikke, og Philipon sad et halvt år i fængsel, hvorpå han året efter gentog pære-spøgen i et nyt tidsskrift, Le Charivari. Det resulterede i et nyt fængselsophold; i alt sad han to år i fængsel for at have tegnet kongen som en frugt.

## Moderne digitale karikaturer
I internettets tidsalder er interessen for karikaturtegninger blevet endnu større og har udviklet sig fra at være tegnet i hånden, til nu at blive produceret digitalt vha. programmer. Hvor det før i tiden var populært for kunstnere at sidde ved turistområder og tegne turister, har kunstnere nu taget en mere moderne tilgang til tingene og udnytter derfor internettet til sælge deres kunstværker.